# Inez Karlsson
Inez Karlsson, född 4 april 1983 i Fässbergs församling i Mölndal, är en av tidernas och världens främsta kvinnliga jockeyer.
Hon är uppvuxen i Bollebygd men bosatt i Chicago sedan ett antal år. Före ryttarkarriären tävlade hon i boxning.
Hon deltog i Mästarnas mästare 2016.